# Wereldbeker schaatsen 2011/2012 - Ploegenachtervolging mannen
De ploegenachtervolging voor mannen tijdens de wereldbeker schaatsen 2011/2012 begon op 20 november 2011 in Tsjeljabinsk en eindigde op 11 maart 2012 tijdens de wereldbekerfinale in Berlijn.
Titelverdediger is de Noorse ploeg, maar die wisten zich net als de nummer twee van vorig seizoen, Rusland, en de olympisch kampioen, Canada, zich niet te plaatsen voor de wereldbekerfinale. Het team van Nederland won drie van de vier wedstrijden en schreef ook het eindklassement op zijn naam.
Deze wereldbekercompetitie was tevens het kwalificatietoernooi voor de WK afstanden 2012.

## Podia
| Wedstrijd:   | Goud:                                                    | Tijd    | Zilver:                                                 | Tijd    | Brons:                                                      | Tijd    |
| Tsjeljabinsk | Nederland Jan Blokhuijsen Sven Kramer Wouter Olde Heuvel | 3.41,25 | Verenigde Staten Shani Davis Brian Hansen Jonathan Kuck | 3.44,52 | Duitsland Alexej Baumgärtner Patrick Beckert Marco Weber    | 3.45,29 |
| Heerenveen   | Nederland Jan Blokhuijsen Sven Kramer Wouter Olde Heuvel | 3.42,35 | Zuid-Korea Joo Hyung-joon Ko Byung-wook Lee Seung-hoon  | 3.43,82 | Duitsland Alexej Baumgärtner Patrick Beckert Marco Weber    | 3.45,28 |
| Hamar        | Rusland Denis Joeskov Jevgeni Lalenkov Ivan Skobrev      | 3.45,42 | Zuid-Korea Joo Hyung-joon Ko Byung-wook Lee Seung-hoon  | 3.46,68 | Duitsland Alexej Baumgärtner Patrick Beckert Robert Lehmann | 3.46,87 |
| Berlijn      | Nederland Jan Blokhuijsen Koen Verweij Douwe de Vries    | 3.43,94 | Zuid-Korea Joo Hyung-joon Ko Byung-wook Lee Seung-hoon  | 3.44,04 | Verenigde Staten Shani Davis Brian Hansen Jonathan Kuck     | 3.45,44 |

## Eindstand
| #      | Land             | Schaatsers                                                     | TSJ | HEE | HAM | BER | Totaal |
| ------ | ---------------- | -------------------------------------------------------------- | --- | --- | --- | --- | ------ |
| Goud   | Nederland        | Blokhuijsen, Ket, Kramer, W. Olde Heuvel, Verweij, D. de Vries | 100 | 100 | 24  | 150 | 374    |
| Zilver | Zuid-Korea       | Joo, Ko, Lee S-h                                               | 60  | 80  | 80  | 120 | 340    |
| Brons  | Duitsland        | Baumgärtner, Beckert, Lehmann, Weber                           | 70  | 70  | 70  | 90  | 300    |
| 4      | Verenigde Staten | Davis, Hansen, Kuck, Meek                                      | 80  | 36  | 60  | 105 | 281    |
| 5      | Rusland          | Bajnov, Joeskov, Lalenkov, Skobrev                             | 50  | 0   | 100 | —   | 150    |
| 6      | Polen            | Bródka, Cieslak, Niedźwiedzki, Szymański                       | 36  | 60  | 45  | —   | 141    |
| 7      | Canada           | Belchos, Makowsky, D. Morrison, Riopel, Waples                 | 32  | 50  | 50  | —   | 132    |
| 8      | Noorwegen        | Bøkko, Fredriksen, Larsen, Lorentzen, Pedersen                 | 45  | 28  | 40  | —   | 113    |
| 9      | Italië           | Anesi, Cignini, Nenzi, Stefani                                 | 28  | 45  | 36  | —   | 109    |
| 10     | Tsjechië         | Haselberger, Kulma, Sáblík                                     | 21  | 32  | 28  | —   | 81     |
| 11     | Japan            | Hirako, Mori, Nakamura, Zaike                                  | 0   | 40  | 32  | —   | 72     |
| 12     | Frankrijk        | Contin, Fernandez, Macé                                        | 40  | —   | —   | —   | 40     |
| 13     | Kazachstan       | Babenko, Baklasjkin, Zjigin                                    | 24  | —   | —   | —   | 24     |

2004/2005 · 
2005/2006 · 
2006/2007 · 
2007/2008 · 
2008/2009 · 
2009/2010 · 
2010/2011 · 
2011/2012 · 
2012/2013 · 
2013/2014 · 
2014/2015 · 
2015/2016 · 
2016/2017 · 
2017/2018 · 
2018/2019 · 
2019/2020 · 
2020/2021 · 
2021/2022 · 
2022/2023 · 
2023/2024 · 
2024/2025